# Казмірі
Казмірі — село в Україні, у Радивилівській міській громаді Дубенського району Рівненської області. Населення становить 121 осіб.

## Географія
Село розташоване на правому березі річки Слонівки.

## Населення

### Мова
Розподіл населення за рідною мовою за даними перепису 2001 року:
| Мова       | Кількість | Відсоток |
| ---------- | --------- | -------- |
| українська | 115       | 95.04%   |
| російська  | 6         | 4.96%    |
| Усього     | 121       | 100%     |

## Історія
У 1906 році хутір Радзивилівської волості Кременецького повіту Волинської губернії. Відстань від повітового міста 25 верст, від волості 14. Дворів 4, мешканців 21.
7 (20) листопада 1917 року, відповідно до Третього Універсалу Української Центральної Ради, увійшло до складу Української Народної Республіки.
12 червня 2020 року, відповідно до розпорядження Кабінету Міністрів України № 722-р від «Про визначення адміністративних центрів та затвердження територій територіальних громад Рівненської області», увійшло до складу Радивилівської міської громади Радивилівського району.
19 липня 2020 року, в результаті адміністративно-територіальної реформи та ліквідації Радивилівського району, село увійшло до складу Дубенського району.